# Seznamte se, Joe Black
Seznamte se, Joe Black (v anglickém originále Meet Joe Black) je americký romantický film z roku 1998. Režisérem filmu je Martin Brest. Hlavní role ve filmu ztvárnili Brad Pitt, Anthony Hopkins, Claire Forlani, Jake Weber a Marcia Gay Harden.

## Obsazení
| Brad Pitt         | Joe Black       |
| Anthony Hopkins   | William Parrish |
| Claire Forlani    | Susan Parrish   |
| Jake Weber        | Drew            |
| Marcia Gay Harden | Allison Parrish |
| Jeffrey Tambor    | Quince          |
| David S. Howard   | Eddie Sloane    |
| June Squibb       | Helen           |